# Hát đúm
Hát đúm, còn được gọi là hát nói, hát mở mặt; là một loại hình dân ca với những làn điệu đối đáp do nhiều người tham gia, được thực hiện phổ biến trong những dịp hội, hè đầu xuân. Đây là một hình thức ca hát mang tính cộng đồng, cộng cảm, một nét hoạt văn hóa đặc trưng của cư dân ven biển Bắc Bộ, mà cái nôi là tổng Phục Lễ, huyện Thủy Nguyên, phủ Kinh Môn, trấn Hải Dương xưa; nay thuộc các xã Lập Lễ, Phục Lễ, Phả Lễ, Tam Hưng của thành phố Thủy Nguyên, thành phố Hải Phòng.
Năm 1989, tổ chức Giáo dục, Khoa học và Văn hóa Liên Hợp Quốc đề nghị tặng danh hiệu "Báu vật sống" (Living Human Treasures) cho các nghệ nhân hát đúm tại Thủy Nguyên, Hải Phòng. 

## Quá trình hình thành và phát triển
Hát đúm có xuất xứ từ hát ví ở đồng bằng châu thổ sông Hồng, xuất hiện vào khoảng thế kỷ XIII, thời Lê sơ (1428 - 1527) đến thời nhà Mạc (1528 - 1592), thế kỷ thứ XVI, sau khi chùa Kiến Linh được tạo dựng ở Phục Lễ vào năm Thần Phúc thứ 2 (1563), hát đúm chính thức được hát trong lễ hội tại chùa và phát triển rộng khắp vùng.
Ở đồng bằng Bắc Bộ, Hải Phòng là địa phương duy nhất có hát đúm, lớn nhất là Thủy Nguyên, Đồ Sơn và Cát Hải, tiêu biểu nhất là Hội hát Đúm xã Phục Lễ, huyện Thủy Nguyên. Bên cạnh đó, các địa phương khác cũng có hát đúm như An Hải, Kiến Thụy....
Cũng giống như nhiều loại hình văn hóa nghệ thuật dân gian khác, hát đúm cũng trải qua những biến cố, thăng trầm. Từ nửa cuối thế kỷ 20, do nhịp sống hối hả, sôi động với nhiều phương tiện hiện đại thanh niên xa rời văn hóa dân gian truyền thống, hát đúm dần trở nên "lỗi nhịp", nhịp điệu chậm rãi, đều đều của hát đúm khó hòa vào nhịp sống sôi động của thanh niên trong thời hiện đại. Từ sau Cách mạng tháng 8 năm 1945, hát đúm chỉ còn duy nhất ở Thủy Nguyên.
Nhiều năm gần đây, chính quyền địa phương các cấp cùng nhân dân Thủy Nguyên đã tập trung khôi phục và phát triển loại hình văn hóa này. Hiện nay, trên địa bàn huyện Thủy Nguyên hiện có 4 hội Xuân hát đúm được tổ chức ngay tại các địa phương có di sản gốc gồm các xã thuộc tổng Phục cũ (Phục Lễ, Phả Lễ, Lập Lễ, Ngũ Lão) và đã được mở rộng sang nhiều địa bàn khác (thị trấn Minh Đức, các xã Tân Dương, Gia Đức, Thủy Đường, Trung Hà...) với 7 lễ hội có các sinh hoạt văn hóa hát đúm.

## Lễ hội "Mở mặt"
Hát đúm liên quan mật thiết đến một phong tục tập quán có từ xa xưa của người tổng Phục, đó là tục che mặt.
Mặc dù ở nơi "ăn sóng nói gió", sinh sống bằng nghề khai thác thủy sản từ xưa, nhưng con gái tổng Phục (vùng ven sông Bạch Đằng thuộc thành phố Hải Phòng ngày nay) nổi tiếng với làn da trắng ngần, môi đỏ, má hồng. Để giữ gìn vẻ đẹp, nhất là làn da khỏi xém bởi nắng và gió mặn của biển, từ xưa, chị em phụ nữ, nhất là những cô gái đang độ cập kê, đã dùng những chiếc khăn đen mỏ quạ đội trên đầu và bịt mặt, thế rồi từ đời này sang đời khác hình thành nếp văn hóa, tập tục khắp làng, khắp vùng.
Chị em ở tổng Phục che mặt quanh năm, suốt tháng, cũng vì thế đã tạo nên một tính cách kín đáo, e thẹn, giữ gìn... ngược lại hẳn với tính cách của người Hải Phòng "ăn sóng, nói gió", mạnh mẽ... Chiếc khăn che mặt chỉ được cởi bỏ một lần duy nhất trong một năm, đó là vào dịp hội làng đầu xuân, khi các chàng trai, cô gái gặp gỡ, đối đáp, trao nhau bằng những lời ca, tiếng hát tình tứ. Trong hội hát đúm, nếu chàng trai chiếm được cảm tình của cô gái sau những bài hát, cô gái mở khăn che mặt, đôi nam nữ tâm đầu ý hợp.
Trong lễ hội hát đúm, ngoài những câu hát tình tứ, thơ mộng, thì tục bịt khăn che mặt của chị em phụ nữ lại tạo ra sự tò mò, cuốn hút những người xem hội, những chàng trai đến tuổi trưởng thành quanh năm, suốt tháng chỉ thấy các chị em che mặt, giữ gìn. Vì vậy, hội hát đúm ngày xuân còn gọi là hội "mở mặt". Hội mở mặt được mở vào những ngày đầu xuân hàng năm, từ ngày 4 đến 10 tháng giêng.
Ngoài ra, lý giải cho tục che mặt ở đây, có những truyền thuyết còn lưu truyền rằng: xưa trong các trận chiến trên sông Bạch Đằng, quân xâm lược chết ngả rạ, linh hồn không siêu thoát, thường quấy phá các chị em phụ nữ vùng tổng phục; để tránh tà ma, những người con gái nơi đây che mặt ngay từ khi tuổi đời còn rất trẻ.

## Một số đặc điểm hát đúm

### Ý nghĩa
Hát đúm xưa được nhiều người dân yêu thích và tham gia, nhất là thanh niên nam nữ, bởi đây là hình thức sinh hoạt văn hóa, nơi mà thanh niên nam nữ gửi gắm nỗi niềm của mình với bạn bè, cũng là dịp làm quen, tìm hiểu nhau để rồi đi đến luyến ái, hôn nhân. Cứ mỗi đêm trăng sáng, trai gái tổng Phục lại tụ tập bên nhau để hát hò đối đáp và... "ghẹo nhau". Đến ngày hội xuân, các cô thôn nữ vẫn khăn đen mỏ quạ đội đầu, che mặt tham dự hội, trai làng này sang hát với gái làng kia.

### Hình thức diễn xướng
Xưa, hát đúm có hai hình thức diễn xướng, hát lẻ và hát hàng.
- Hát lẻ chỉ do một giới (nam hoặc nữ) hát đối, mỗi nhóm hát thường có vài ba người; diễn ra mọi lúc, mọi nơi, hát khi đi trên đường, ở nơi lao động lúc giải lao hay vừa làm vừa hát, thậm chí ngay ở sân đình, sân chùa, những ngày hội...
- Hát hàng thường chỉ diễn ra ở lễ hội đình, chùa, do hai giới nam và nữ tham gia; nữ giới thường là người làng, xã ngồi một bên hàng ghế, phía đối diện là hàng ghế danh cho nam giới; trước khi hát thì có giao kèo, bên thua cuộc mất một vật gì đó, có thể là cái áo, cái nón, cái ô...  cho bên thắng. Khi hát có nhạc bát âm; các tràng trai, cô gái mặt nhìn mặt, tay cầm tay; hai bên đối đáp, bên nào không đối đáp được là thua.

### Lời, làn điệu hát đúm
Hát đúm không phát triển về giai điệu, mà phát triển về lời ca, chỉ với ba cao độ Rề, Sol, Lá nhưng những người hát đã sáng tác ra hàng nghìn lời ca phản ánh đời sống của người dân vùng ven biển để ứng đối với nhau. Lời của hát Đúm chủ yếu thuộc hai thể loại chính là lục bát và song thất lục bát. Làn điệu của hát đúm gồm có: trống quân, cò lả, quan họ, sa mạc, lý giao duyên.
Ở Thủy Nguyên, tổng Phục xưa nổi tiếng là nơi có giọng nói trong trẻo, ngọt ngào. Vì lẽ đó mà cố nhạc sĩ Lưu Hữu Phước từng đề nghị dùng âm Phục Lễ làm âm chuẩn cho tiếng Việt.

### Trình tự, nội dung, thời gian hát đúm
Tại các lễ hội, bài bản của hát đúm rất phong phú, nhiều nội dung diễn ra từ sáng đến tối, từ ngày này sang ngày khác. Mở đầu là những câu hát chào, hát mừng khi gặp nhau (hát gặp hay hát chào hỏi), tiếp theo là các phần hát giao hẹn (giao kèo), hát hỏi, hát đố, hát mời (trầu, cơm, nước...), hát họa, hát huê tình (giao duyên), chinh phu, chinh phụ, hát cưới, hát lính, hát thư... và kết thúc là hát ra về (hát tiễn)
Vào đầu hội hát, chàng trai muốn hát với ai thì tiến tới ngỏ lời, nếu cô gái đồng ý sẽ đưa tay cho chàng nắm và đôi nam nữ tay trong tay gửi trao những lời hát yêu thương, trữ tình. Cô gái chỉ bỏ khăn che mặt để chàng trai được ngắm nhìn dung mạo của mình sau khi đã cảm mến chàng trai nào qua những lời ca, tiếng hát. Giữa canh hát, cô mời trầu nước, tặng vật kỷ niệm cho chàng để tỏ lòng mến mộ. Chiều, cô mời chàng về nhà mình ăn bữa cơm đầu xuân để biết cửa nhà.
Ngày hát giã đám kéo dài đến tận khuya, các chàng trai, cô gái trao giữ kỷ vật cho nhau, những lời ca đối đáp ít dần, mà thay vào đó là những câu hát từ nỗi lòng sâu kín, những lời hát trữ tình, bâng khuâng, lưu luyến, những yêu đương, thương nhớ, những xa cách, chia ly, những hứa hẹn, đợi chờ và hy vọng... và mong đợi mùa hội sau, lại được say đắm trong tiếng hát của nhau.

## Ngày nay
Ngay nay, trong đời sống hiện đại, hát đúm cũng đã thu hẹp dần và chỉ còn có ở Thủy Nguyên, nhiều nhất là các xã Phục, Phả, Lập và có nhiều thay đổi. Hát lẻ không còn nữa, mà chỉ còn hát hàng. Người hát tham gia không mặc trang phục cổ truyền, ngồi hát theo kiểu "mặt nhìn mặt, tay cầm tay", nam nữ đứng xen kẽ nhau, mặt quay xuống khán giả hát đối đáp qua máy phóng thanh. Các đôi của từng xã được phân công hát theo giờ, mỗi đôi hát từ một đến hai tiếng, sau đó chuyển qua đôi khác, và đôi này lại sang xã bạn hát tiếp.
Người tham gia hát không nhiều như xưa, rất ít thanh niên tham gia, chủ yếu từ 35 đến 60 tuổi. Người xem chủ yếu là những người lớn tuổi, tuổi trẻ thì chủ yếu là nữ, rất ít thanh niên xem.
Bên cạnh đó, hát đúm được xuất bản thành đĩa phục vụ nhân dân trong vùng, khách thập phương và bà con Việt kiều quê Thủy Nguyên đang sinh sống tại  Anh, Úc, Mỹ, Canada, Trung Quốc...
Ở Phục Lễ, hằng năm, hát đúm được tổ chức thi vào dịp đầu xuân ngay tại sân đình với sự tham gia của đoàn hát các xã Phục Lễ, Phả Lễ, Lập Lễ...  Trong cuộc thi, ban giám khảo chính là các cụ của 3 xã, những nghệ nhân cao tuổi với nhiều kinh nghiệm làm trọng tài.

## Một số câu hát đúm
Hát gặp
- Chàng trai: "Bây giờ kì ngộ tương phùng/ Bõ công ao ước trông mong xa gần/ Gái trai sống ở cõi trần/ Lẽ nào bỏ phí cái xuân cho đành".
- Cô gái: "Đêm qua gió mát trăng thanh/ Nhớ ai em những năm canh thở dài/ Ước gì có được những ngày/ Được gần người ấy lòng này mới yên".

Hát đố
- Bên nữ hát đố: "Tam sơn, tứ hải, nhất phần điền/ Chàng mà giải được, em liền theo không?"
- Bên trai hát giải: "Tam sơn là núi, tứ hải là sông/ Nhất phần điền là ruộng, theo không là nàng"'.

Hát huê tình
- Một chàng cầm tay cô gái cất tiếng hát: "Thấy em vừa đẹp, vừa xinh/Anh thuận nhân tình, anh nắm cổ tay/Nắm rồi, anh hỏi cổ tay/Ai nặn nên trắng, ai day nên tròn?" và rồi chàng kể nỗi gian truân: "Vì nàng anh phải đi đêm/Ngã năm ba cái, đất mềm không đau/Vì nàng anh phải đi thăm/Ngã sứt đầu gối, ngã thâm bánh chè!"[7]
- Cô gái bộc lộ tình cảm: "Yêu nhau quá đỗi quá chừng/Trèo non quên mệt, ngậm gừng quên cay"[7]

Hát mời trầu: "Duyên kết bạn tình ơi/ Nhà anh có hai vườn giầu/Vườn trước ấp bẹ vườn sau mới trồng/ Nên anh đi hát tay không/Anh xin khất bạn má hồng sang năm."